# Dolabrossa
Dolabrossa là một chi bướm đêm thuộc họ Geometridae.